# Saint-Laurent (Lot-et-Garonne)
Saint-Laurent é uma comuna francesa na região administrativa da Nova Aquitânia, no departamento de Lot-et-Garonne. Estende-se por uma área de 4,4 km². Em 2010 a comuna tinha 529 habitantes (densidade: 120,2 hab./km²).